# Cerkiew Opieki Matki Bożej w Dudakowiczach
Cerkiew Opieki Matki Bożej – zdewastowana cerkiew prawosławna w Dudakowiczach (rejon kruhelski obwodu mohylewskiego Białorusi), wzniesiona w 1824 jako katolicki kościół przy klasztorze dominikanów.

## Historia
W 1701 sędzia orszański Aleksander Obuchowski ufundował w Dudakowiczach klasztor dominikański. Przy klasztorze istniał folwark, w 1824 w kompleksie budynków wzniesiono nowy kościół. Osiem lat później władze carskie skasowały klasztor, kierując zakonników do Pińska. Kościół klasztorny został przekazany parafii prawosławnej. W latach 1863–1869 miała miejsce jego gruntowna przebudowa w stylu bizantyjsko-rosyjskim.
W latach 30. XX wieku cerkiew w Dudakowiczach została odebrana wiernym i zaadaptowana na magazyn zbożowy. Następnie została porzucona całkowicie i stopniowo uległa dewastacji. Istnieją plany jej odnowienia, jednak cerkiew jest nadal porzucona i niewykorzystywana.

## Architektura
Po przebudowie w latach 60. XIX wieku dawny kościół w Dudakowiczach reprezentuje styl rosyjsko-bizantyński. Budynek wzniesiono na planie centralnym, z czworoboczną nawą krytą pojedynczą kopułą usytuowaną na ośmiobocznym bębnie. Wieża cerkiewna jest dwukondygnacyjna, kryje ją spiczasty dach wykończony niewielką cebulastą kopułką, taka sama znajduje się na kopule nad nawą. Obiekt zdobiony był lizenami, półkolumnami, niszami i arkadowym fryzem.

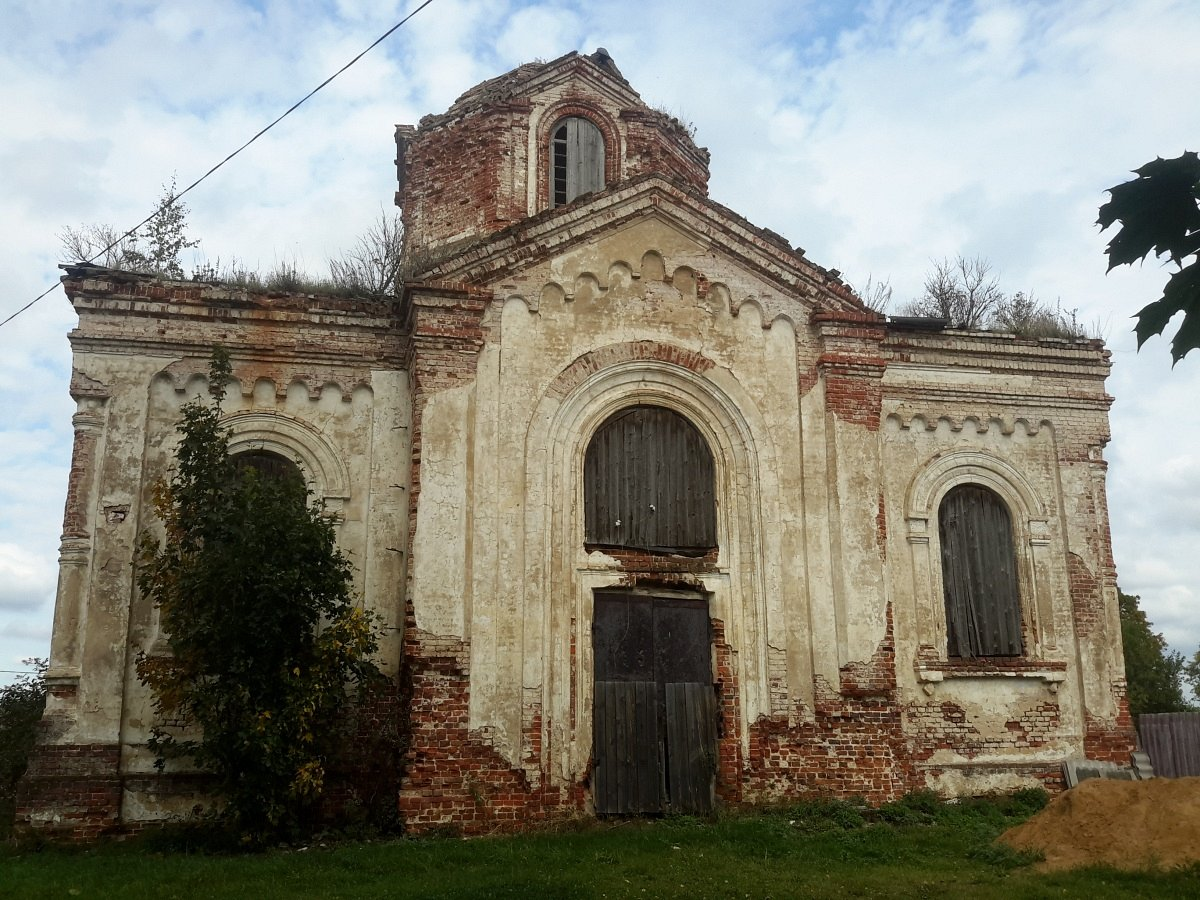
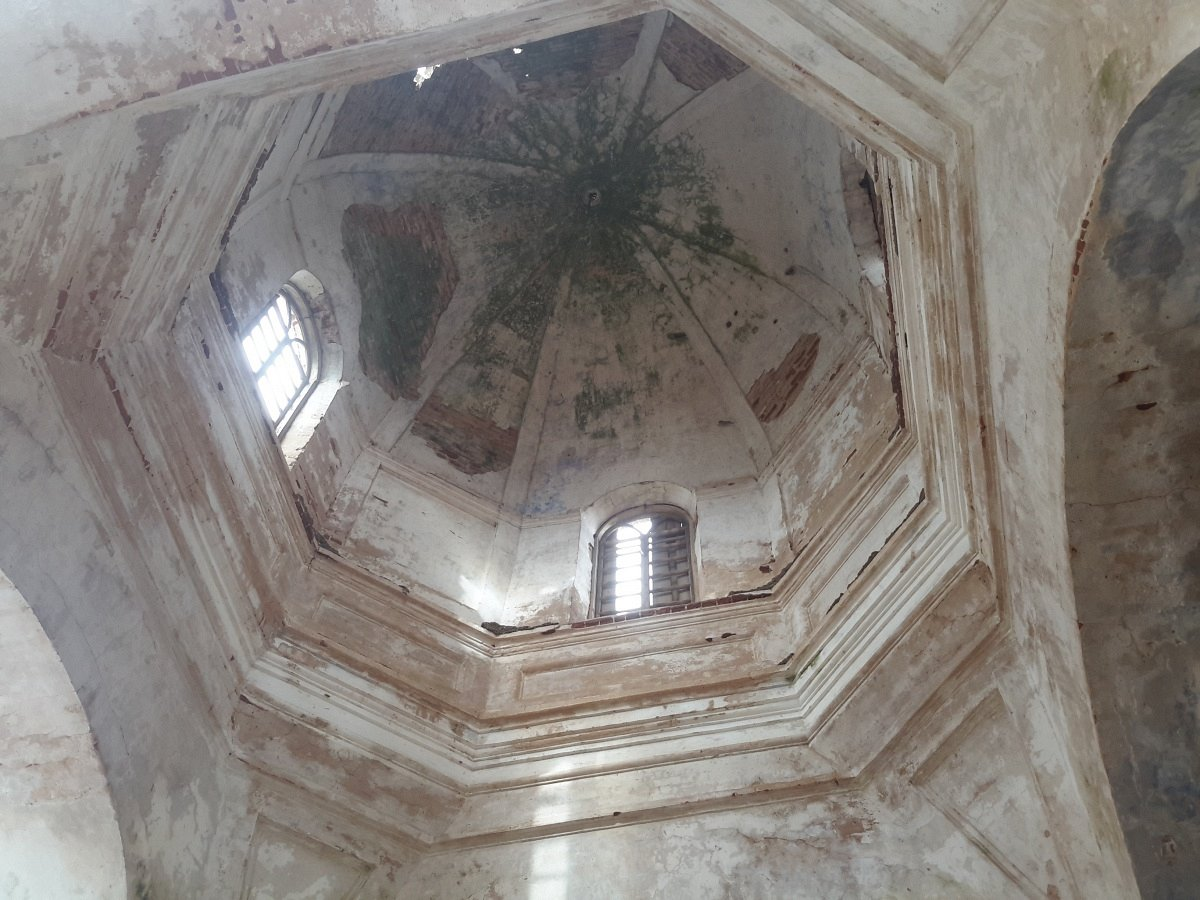
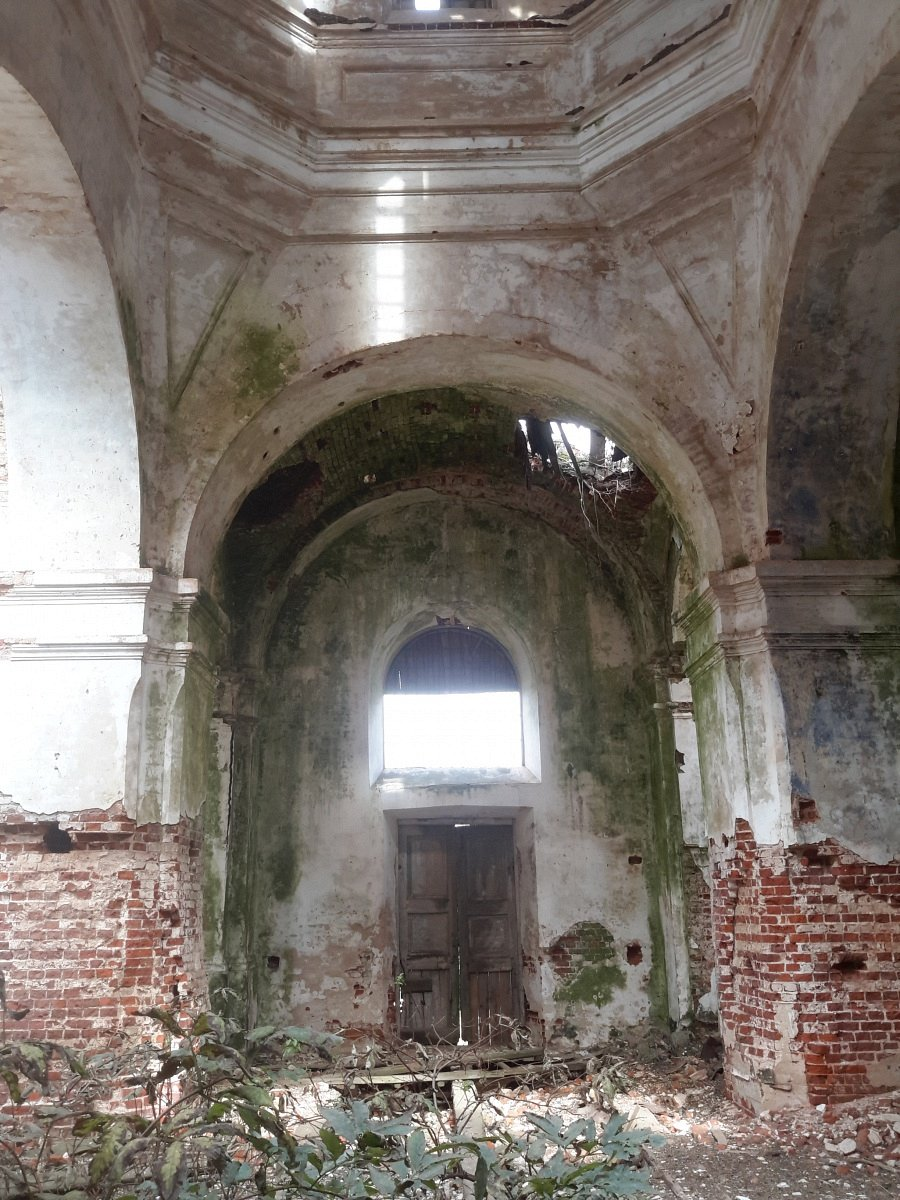
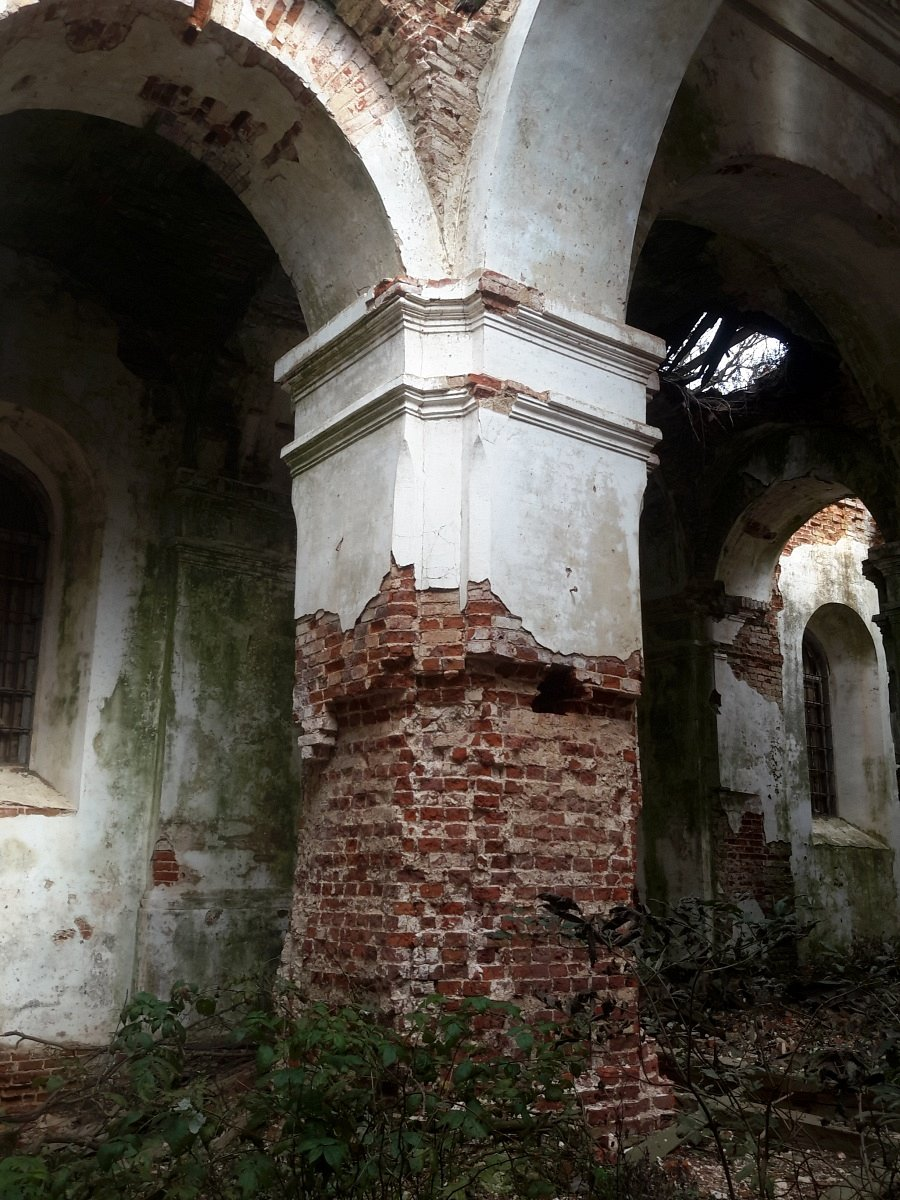